# Serpuchov
Serpuchov (in russo Серпухов?) è una città della Russia europea centrale, situata 100 km a sud di Mosca e compresa nella sua oblast'; sorge alla confluenza del fiume Nara nell'Oka. Fino al 2019 Serpuchov era il capoluogo amministrativo dell'omonimo distretto.

## Storia
La città ha un'antica origine, essendo stata fondata nel 1328 (secondo altre fonti nel 1339) per una certa protezione dei confini meridionali dei territori di Mosca. Dopo circa due anni, e fino al 1456, divenne il centro di un potente principato su cui regnava Vladimir Chrabryj (parente di Dmitrij Donskoj).
Come pressoché tutte le città della Russia europea subì, soprattutto nei secoli del tardo medioevo, [completare frase]; la frequenza e l'impatto di queste scorribande convinsero i governanti a costruire, ultimandolo nel 1556, un cremlino, o cittadella fortificata, su una collinetta sovrastante il fiume Nara.
Ai giorni nostri, Serpuchov è soprattutto un centro industriale, con stabilimenti tessili, meccanici, cartari, dei mobili.

## Società

### Evoluzione demografica[2]
Abitanti censitiAnno050.000100.000150.000200.000250.000300.000185619231939197020022020PopolazioneEvoluzione demografica